# Sara Jean Underwood
Sara Jean Underwood, née le 26 mars 1984 à Portland dans l'Oregon, est une mannequin et actrice américaine. Elle a posé pour Playboy et fut élue Playmate du mois de juillet 2006 puis Playmate de l'année 2007.

## Filmographie

### Cinéma
- Big Movie (2007) : Pirate Wench
- Super blonde  (2008) : elle-même
- Two Million Stupid Women (2009) : Ginger
- Miss March (2009) : elle-même
- Le Dit d'Aka (en) (2009) : Tracey
- Zellwood (2009) : Katie

### Télévision
- Attack of the Show
- Bridget's Sexiest Beaches, invitée de l'épisode 2 de la saison 1 intitulé « Croatia »